# Асадабад
Асадаба́д (пушту اسعدآباد‎, дари اسعدآباد — Asadābād) — город на востоке Афганистана, столица провинции Кунар. Расположен при впадении реки Печдара в Кунар.
По переписи 1979 года население города около 2 тыс. человек. 
В 2003 году в городе Асадабад было завершено строительство крупной военной базы США (зоной ответственности расквартированного в ней гарнизона являлись провинции Кунар и Нуристан).
По последним оценкам (2006) численность население Асадабада составляла 8700 человек.

## Топографические карты
- Лист карты I-42-XII. Масштаб: 1 : 200 000. Указать дату выпуска/состояния местности.